# André Casanova
André Casanova (* 12. Oktober 1919 in Paris; † 7. März 2009 in Louveciennes, Frankreich) war ein französischer Komponist.

## Biografie
Casanova studierte Jura und Musik an der École Normale in Paris. Durch seinen Lehrer René Leibowitz experimentierte er zunächst mit Zwölftonmusik; ab etwa 1954 entwickelte er seinen eigenen Stil, der sowohl von zeitgenössischen als auch von romantischen Elementen inspiriert war.
Das „Notturno pour Orchestre“ op. 13 schrieb Casanova „In memoriam Richard Strauss“. Es erschien 1960 bei Ricordi in Paris. Ein Exemplar der Partitur mit über 100 Seiten befindet sich in der Musikabteilung der Zentralbibliothek der Hamburger Öffentlichen Bücherhallen (HÖB) mit einer handschriftlichen Widmung an Wolfgang Sawallisch, den er sehr verehrt hat. Ob, wann und wo Sawallisch das Werk aufgeführt hat, ist nicht bekannt.
Die Musik von André Casanova wurde bei vielen internationalen Festspielen, etwa in Rom, Moskau, Straßburg, Bordeaux oder Basel aufgeführt.

## Werke
Casanovas Schaffenskatalog umfasst bislang 106 Werke vieler Genres:
- a) Sinfonische Musik: 12 Konzerte; 5 Symphonien.

Werke für Orchester: u. a. Notturno, Anamorphoses, Métaphonie, Partita, Ephemeris, Elemente.
- b) Opern:

La Clé d’Argent, nach Auguste de Villiers de L’Isle-Adam, Lyrische Erzählung in einem Akt, op. 23, 1965
La Coupe d’Or, nach Ludwig Tieck, Romantische Oper in einem Akt, op. 40, 1970
Le Bonheur dans le Crime, nach Jules Barbey d’Aurevilly, Lyrisches Drama in einem Prolog und 3 Bildern, op. 36, 1969
Dumala, nach Eduard von Keyserling, Oper in 3 Akten, op. 95, 1995
Le Murmure de la Mer, ebenfalls nach Eduard von Keyserling, Oper in 2 Akten, op. 100, 1998
- c) Werke für Klavier: u. a. 4 Intermezzi, Humoresque, Unterwegs, Chimères, Novelettes.
- d) Kammermusik: 2 Trios, 6 Streichquartette, 3 Quintette, 1 Sextette, 1 Septett.
- e) Weitere Kompositionen: u. a. Règnes, Esquisse pour une tragédie, Sur les chemins d’acanthes noires, Quatre dizains de la Délie de Scève.

| Personendaten    | Personendaten            |
| ---------------- | ------------------------ |
| NAME             | Casanova, André          |
| KURZBESCHREIBUNG | französischer Komponist  |
| GEBURTSDATUM     | 12. Oktober 1919         |
| GEBURTSORT       | Paris                    |
| STERBEDATUM      | 7. März 2009             |
| STERBEORT        | Louveciennes, Frankreich |